# ダンジョンズ&ドラゴンズ・コンパニオン・セット
コンパニオン・セットは、ダンジョンズ&ドラゴンズ・ファンタジー・ロールプレイングゲームのための拡張用箱入りセットである。これはベーシック・セットを拡張するために、1984年に最初に出版された。

## 出版履歴
ダンジョンズ&ドラゴンズ・ベーシック･セットは、1983年にフランク・メンツァーによって最後の改定をされ、この時ダンジョンズ&ドラゴンズ・セット1：ベーシック・ルールとされた。1983年から1985年の間に、にこの系統はメンツァーによって、5つの箱入りセットのシリーズとして改訂と拡張がなされ、ベーシック・ルール（1～3レベルに対応）、エキスパート・ルール（4～14レベルに対応）、コンパニオン・ルール（15～25レベルに対応）、マスター・ルール（26～36レベルに対応）、イモータル・ルール（レベルを超越したキャラクターであるイモータルに対応）となった。コンパニオン・ルール・セットはメンツァーによって執筆され、アートワークはラリー・エルモアとジェフ・イーズリー、そして64ページと32ページの冊子が収録された箱入りセットとして、1984年にTSRが出版した。このセットには2冊の冊子が含まれる。プレイヤーズ・コンパニオン：ブック1と、ダンジョンマスターズ・コンパニオン：ブック2であり、アン・グレイによって編集された。
The 10th Anniversary Dungeons & Dragons Collector's Setは、1984年にTSR社から出版されたボックスセットで、ベーシック、エキスパート、コンパニオン・セットのルールブック、AC2、AC3、B1、B2、M1 Blizzard Pass、AC5 Player Character Record Sheets、一組のダイスが収録されていた。このセットは1000部の限定生産で、Gen Con 17と通販で販売された:147ページ。

## 内容
プレイヤーズ・コンパニオンはキャラクター・レベル15～25の情報が記されている。この冊子では、1レベルの冒険者として開始した時から現在までの、キャラクターの目的の変遷に関する解説で始まる。また、新たな武器、防具、素手での戦闘ルールが導入される。さらに、要塞の運営と月毎にかかる費用（例えば要塞に必要な人員の賃金など）の詳細を提供する。プレイヤーズ・コンパニオンでは各キャラクタークラスのレベルが上昇した場合に生じる新たな能力、技能、呪文、その他の能力を詳細に述べている。この節はもっぱら人間のキャラクターの解説に集中しており、それとは別にドワーフ、エルフ、ハーフリングが付け足される。
ダンジョンマスターズ・コンパニオンは、キャンペーン運営の一般的な指針と、15レベル以上のキャラクターのための冒険計画から始まる。序節ではまた、プレイヤーキャラクターが与えられるか征服するであろう領地のための基盤を提供するであろう封建的制度を構築する。この節は、称号や政治形態、競技大会の運営に関して言及して終わる。次の節は「ウォーマシン」、大規模戦闘を処理する手段（特にキャンペーンの背景に関わるそれの）である。この冊子は高レベルキャンペーンの運営、大規模戦闘、異世界と次元界、新モンスター、財宝に関して述べており、さらに3つの小シナリオが掲載されている。

## 評判
コンパニオン・セットは、ホワイトドワーフ誌61号（1985年1月）にミーガン・C・ロバートソンに論評され、10段階評価で7を受けた。ロバートソンは、ベーシックD&Dで15レベルに到達したキャラクターの大部分は定住や引退を考えねばならないと指摘し、D&Dコンパニオン・セットは「単なる引退に比べればもう少し興味を惹くいくつかのアイデア」を提供すると感じた。 ロバートソンは「拠点の所有者が、彼が行く必要があるかどうかに関係なく、次の請求を支払うためにドラゴンの巣を1つ、あるいは2つ襲撃すると決定するために」このセットが拠点の運営に関して充分な詳細が提供されていると感じたが、彼女は「キャラクターの心に押し迫るべき何かに関しては、むしろ不足している。さらに、様々なキャラクタークラスが建造と保有を期待される他の種類の拠点に比して、城塞が偏重されている」と感じた。ロバートソンは、キャラクターのレベル上昇を扱う節において、人間以外のプレイヤーキャラクターの扱いが（人間のクラスと）異なるのは、彼らの不自然なレベル制限と彼らが人間世界に対して持つ興味が少なく最終的には同族の中に隠退する、という仮定のためであるとし、しかし「もしあなたの世界でドワーフの鍛冶屋が街で商売に精を出し、エルフの領主が人間の王と評議会で席を共にするのなら、あなたは相当な修正を行わなければならないだろう」と指摘した。ロバートソンは、利用可能な領地で封建制度を構築することに関するダンジョンマスターズ・コンパニオンの情報は、キャラクターは彼らがこのレベルに到達する時点までに彼らの社会の構造に精通しているべきであるため、DMにとってキャンペーン世界を準備する時が利用の大部分を占めるだろうと感じた。ロバートソンはこのシステムの仕組みを「非常に素晴らしい」としたが、それらが「細部にはまり込むことなく封建時代の趣を与えるが、もしプレイヤーが彼らの領地を更なる大胆な冒険行のための単なる基地として使用するよりもむしろそこにおける日々の出来事に関わることを望むなら、DMはより多くの作業をこなさなければならない」と述べた。ロバートソンは「ウォーマシーン」節は「もし機械式だったなら素晴らしい」と述べ、しかし「ここで考慮されるレベルのキャラクターが戦争に個人的な興味を覚えるなら、この節で可能とされるよりも趨勢に遥かに大きな影響を与えられそうである」と指摘した。とはいえロバートソンはこのレベル帯のプレイヤーキャラクターは半引退すべきであり、プレイヤーはより低いレベルのキャラクター（彼らは引退したキャラクターを後援者、上司、敵とさえみなすかもしれない）に時間を費やすべきであると感じ、彼女はこのセットがキャンペーンを継続するために役立つ情報とルールを有していると感じた。彼女は「そして最後に、ベーシックD&Dはあまりに多くのルールに侵されているのではないか？ 有能なDMなら自分のプレイヤーのキャラクターが15レベルに達するずっと以前に社会の構築を解決しておくべきだ... もしあなたがオリジナルD&Dルールよりも多くを望むなら、多分AD&Dをプレイするべきだろう」との見解を述べることで論評を取り結んだ。